# 13. Reserve-Division (Deutsches Kaiserreich)
Die 13. Reserve-Division war ein Großverband der Preußischen Armee im Ersten Weltkrieg.

## Gliederung

### Kriegsgliederung bei Mobilmachung 1914
- 25. Reserve-Infanterie-Brigade
  - Reserve-Infanterie-Regiment Nr. 13
  - Reserve-Infanterie-Regiment Nr. 56
- 28. Reserve-Infanterie-Brigade
  - Reserve-Infanterie-Regiment Nr. 39
  - Reserve-Infanterie-Regiment Nr. 57
  - Reserve-Jäger-Bataillon Nr. 7
- Reserve-Husaren-Regiment Nr. 5
- Reserve-Feldartillerie-Regiment Nr. 13
- 4. Kompanie/1. Westfälisches Pionier-Bataillon Nr. 7

### Kriegsgliederung vom 12. Juli 1918
- 28. Reserve-Infanterie-Brigade
  - Reserve-Infanterie-Regiment Nr. 13
  - Reserve-Infanterie-Regiment Nr. 39
  - Reserve-Infanterie-Regiment Nr. 57
  - 3. Eskadron/Reserve-Husaren-Regiment Nr. 5
- Artillerie-Kommandeur Nr. 100
  - Reserve-Feldartillerie-Regiment Nr. 13
  - I. Bataillon/Reserve-Fußartillerie-Regiment Nr. 22
- Pionier-Bataillon Nr. 313
- Divisions-Nachrichten-Kommandeur Nr. 413

## Gefechtskalender

### 1914
- 25. August bis 7. September --- Belagerung und Einnahme von Maubeuge
- ab 13. September --- Kämpfe an der Aisne

### 1915
- bis 31. Oktober --- Kämpfe an der Aisne
- ab 21. Dezember --- Stellungskämpfe vor Verdun

### 1916
- bis 20. Februar --- Stellungskämpfe vor Verdun
- 21. Februar bis 9. September --- Schlacht um Verdun
- 9. September bis 17. Dezember --- Stellungskämpfe vor Verdun
- ab 18. Dezember --- Stellungskämpfe in der Champagne

### 1917
- bis 5. April --- Stellungskämpfe in der Champagne
- 6. April bis 27. Mai --- Doppelschlacht Aisne-Champagne
- 28. Mai bis 8. September --- Stellungskämpfe bei Reims
- 9. September bis 9. Oktober --- Abwehrschlacht bei Verdun
- ab 10. Oktober --- Stellungskämpfe vor Verdun

### 1918
- bis 3. Januar --- Stellungskämpfe vor Verdun
- 3. Januar bis 3. Februar --- Reserve der OHL bei Arlon
- 3. Februar bis 7. April --- Stellungskämpfe vor Verdun
- 10. bis 29. April --- Schlacht um den Kemmel
- 30. April bis 10. Juni --- Stellungskrieg in Flandern
- 11. Juni bis 5. Juli --- Grenzschutz an der belgisch-holländischen Grenze
- 5. Juli bis 4. August --- Stellungskämpfe in Französisch-Flandern und Artois
- 5. bis 18. August --- Kämpfe vor der Front Ypern-La Bassée
- 18. August bis 27. September --- Stellungskrieg in Flandern
- 28. September bis 17. Oktober --- Abwehrschlacht in Flandern
- 18. bis 24. Oktober --- Nachhutkämpfe zwischen Yser und Lys
- 25. Oktober bis 1. November --- Schlacht an der Lys
- 2. bis 4. November --- Nachhutkämpfe beiderseits der Schelde
- 5. bis 11. November --- Rückzugskämpfe vor der Antwerpen-Maas-Stellung
- ab 12. November --- Räumung des besetzten Gebietes und Marsch in die Heimat

## Kommandeure
| Dienstgrad                                  | Name                  | Datum                             |
| ------------------------------------------- | --------------------- | --------------------------------- |
| Generalleutnant/General der Kavallerie z.D. | Alfred von Kühne      | 02. August 1914 bis 3. April 1918 |
| Generalleutnant                             | Hans Hugo von Oertzen | 04. April bis 17. September 1918  |